# Salomon ha-Lewi Alkabec
Salomon (Szelomo) ben Mojżesz (Mosze) ha-Lewi Alkabec (hebr. שלמה אלקבץ; ur. 1505 w Salonikach; zm. 1584 w Safedzie) – rabin, kabalista, czynny w XVI wieku w Safedzie w Palestynie. Zasłynął jako poeta.

## Życiorys
Salomon Alkabec urodził się w Salonikach w Grecji, będącej wówczas częścią Imperium osmańskiego. Jego rodzice byli Żydami, wygnanymi edyktem z Alhambry z Hiszpanii. Młody Salomon był uczniem znanego kabalisty rabina Józefa Ta’itacaka. W 1529 roku ożenił się z córką bogatego kupca, Izaaka Kohena. Następnie wyjechał do Adrianopola w północno-zachodniej Turcji, gdzie spotkał się ze słynnym rabinem Józefem Karo. Uważa się, że w tym okresie ukończył pisanie swojej pierwszej książki, „Menot ha-Lewi”. W kolejnych latach skupił się na pisano kolejnych dzieł, będących komentarzami ksiąg Tanach. To właśnie podczas pobytu w Adrianopolu napisał najwięcej książek i zaczął pisać poezję. Pod wpływem tajemniczego mistycznego widzenia, Salomon podjął decyzję o przeniesieniu się do Ziemi Izraela i w 1535 roku zamieszkał w mieście Safed w Górnej Galilei. Było to wówczas centrum kabały. Pod wpływem mistycyzmu nauk kabały, pisał kolejne wiersze liturgiczne. Razem z naukami słynnych kabalistów z Safedu, były one rozpowszechniane po całej diasporze. W 1584 roku zmarł w Safedzie i został pochowany na starym cmentarzu.

## Dzieła
Najbardziej znanym jego dziełem jest opublikowany w 1579 roku hymn „Lecha dodi” (pol. Przyjdź, mój umiłowany), który jest tradycyjnie śpiewany na rozpoczęcie szabatu. Wcześniej, bo w 1529 roku ukończył „Menot ha-Lewi”, będący komentarzem do Księgi Estery. W 1532 roku napisał „Ajjelet Achawim”, będący komentarzem Pieśni nad pieśniami. W 1552 roku ukończył „Szoresz Jiszaj” (komentarz do Księgi Rut), a w 1563 roku „Berit ha-Lewi” (kabalistyczny komentarz do Hagady). Jego kazania zostały zebrane w księdze „Or Cadikim”. Wśród tych, które pozostają niewydanymi rękopisami są: „Diwre Szelomo” (komentarz do Ketuwim), „Ne'im Zemirot” (komentarz do Księgi Psalmów), „Sukkat Szalom” i „Awotot Achawach” (komentarze do Tory), oraz „Pice Ohew” (komentarz do Księgi Hioba). „Apirjon Szelomo”, „Bet Haszem” i „Bet Tefilla” są interpretacjami modlitw. „Lechem Szelomo” zawiera kabalistyczne wytyczne do poświęcania posiłków. „Mittato szel Szelomo” omawia tematykę mistycyzmu w seksie. Natomiast „Szomer Emunim” zbiera podstawowe zasady wiary.

## Znaczenie
Alkabec należał do grupy najbardziej znanych kabalistów wywodzących się z miasta Safed.